# Siricide
Siricidele (Siricidae), numite și viespi cu corn la coadă, viespile lemnului, viespi de lemn, este o familie de himenoptere primitive, din subordinul simfite (Symphyta),  suprafamilia Siricoidea, răspândite în Emisfera Nordică, care cuprinde aproximativ o sută de specii de talie mare la care abdomenul se termină printr-o prelungire în formă de corn. Ovipozitorul este puternic și foarte mare, adaptat la perforat (sfredelirea lemnului). Larvele se dezvoltă în lemn.

## Adulții
Adulții sunt floricoli și au o talie mare, majoritatea au o lungime de 25-35 mm, dar unii pot avea până la 50 mm. Adulții sunt viu colorați, au de obicei un colorit negru și galben sau bruniu sau albastru, uneori cu un luciu metalic sau au aripile întunecate.
Capul este mare, evident separat de protorace. Pronotul este îndoit transversal și are formă de guleraș, marginea posterioară a pronotului este profund emarginată (scobită). Postgenele fuzionează în spatele cavității bucale. Antenele lungi, filiforme, iar mandibulele puternice. Palpul maxilar cu patru segmente.  Tibia anterioară cu un pinten mic, foarte mic sau adesea absent. Aripile sunt bine dezvoltate, cu o nervațiune bogată și cu o stigmă bine conturată. Capătul abdomenului este prelungit pe spate cu o expansiune (proeminență) scurtă a ultimului tergit, sub formă de corn, de unde și numele de "viespi cu corn la coadă" a acestor insecte. Cornul care este scurt și triunghiular la masculi și lanceolat la femele.

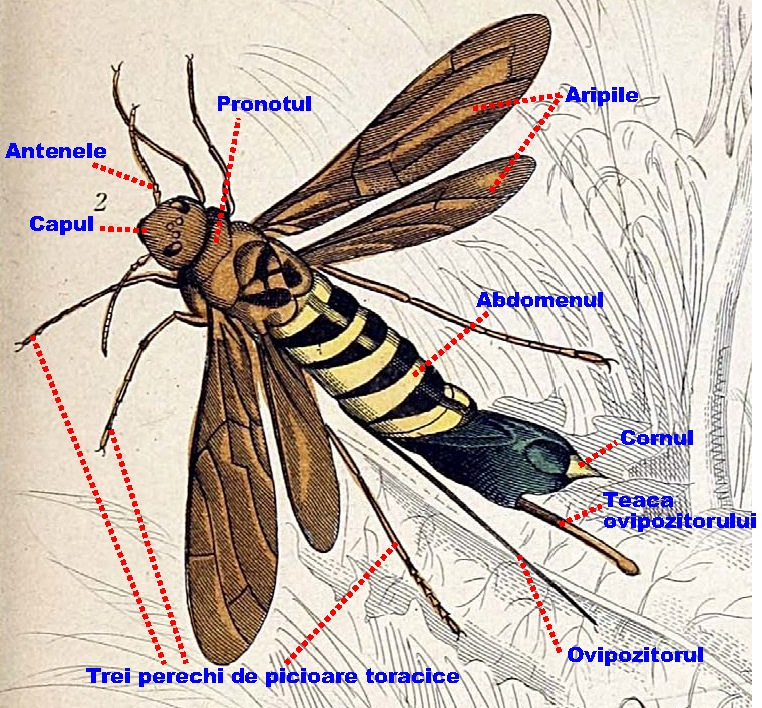
Viespoiul (Urocerus gigas)

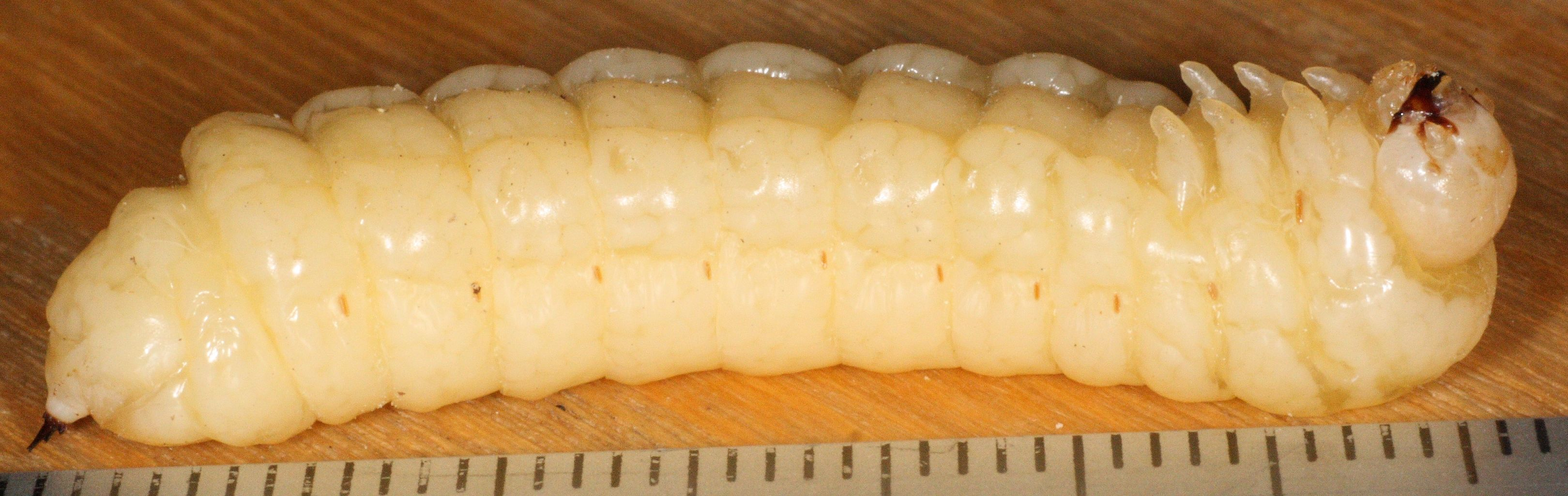
Larva viespoiului (Urocerus gigas)

Femelele sunt prevăzute cu un ovipozitorul, situat sub corn, bine dezvoltat, foarte lung și puternic, învelit în 2 teci. Ovipozitorul, numit și terebră,  este asemănător cu un burghiu sau sfredel și este înzestrat cu dinți ca la ferăstrău, de unde și numele de "viespi cu ferăstrău".  Ovipozitorul când este în repaus, se proiectează înapoi în plan orizontal și are aspectul unei ac lung. Ovipozitorul este folosit pentru sfredelirea unor găuri în scoarța și lemnul tare de sub ea și nu pentru tăiere ca cu un ferăstrăul ca la viespile-ferăstrău (Tenthredinidae). În găurile făcute în scoarță femela își depune un singur ou în fiecare gaură, sub suprafața lemnului sau în crăpături adânci în trunchiurile arborelui gazdă, în special în speciile de conifere din păduri sau umbriferi, mai ales în copaci morți sau putreziți, deși genul Tremex, specific Americii de Nord, își depune ouăle în lemn de foioase.

## Larvele
Larvele după eclozarea din ou își sapă o galerie în duramen (inima lemnului) și provoacă adesea pagube considerabile. Larvele pătrund adânc în lemnul arborelui gazdă și sunt xilofage.  Larva este puțin chitinizată. Capul larvei este destul de mare, bine diferențiat și chitinizat, fără ochi și cu antene reduse și este prevăzute cu piese bucale foarte robuste care le permit să străpungă chiar plăcile de plumb. Odată larva a fost văzută că a ieșit din scândura unei lăzi în care erau încărcate obuze și a început a roade până și învelișul de metal al obuzelor. Larva are trei perechi de picioare toracice scurte. Nu prezintă picioare abdominale, ultimul segment al abdomenului se termină cu o prelungire (spin) puternic chitinizată care ajută la locomoție. Pupa este liberă, fără cocon.  Împupare (trecerea din stadiul de larvă în stadiul de pupă) are loc în galerie, într-o cameră specială, unde își construiește un cocon de mătase și rumeguș. Larvele au o perioadă lungă de dezvoltare, uneori apărând la suprafață ca adulți după ce lemnul a fost folosit pentru construcția de clădiri sau mobilier. Nu rar se întâmplă ca viespea tânără să iasă dintr-o scândură, laiță, o doniță sau din lemn pentru foc.

## Importanța economică
Unele specii pot provoca pagube mari coniferelor. De asemenea, depun spori ai unei ciuperci simbiotice împreună cu ouăle.
- Cea mai cunoscută specie din Europa este Urocerus gigas (viespea lemnului de rășinoase, viespoiul, viespea mare de lemn), are o lungime de 3-4 cm, larva ei trăiește în pinacee (Pinaceae), iar ciclul lor de viață rareori este mai mic de doi ani. De obicei atacă numai copacii care și-au depășit vitalitatea și nu sunt perfect sănătoși, dar uneori sunt atacați copacii sănătoși tăiați. A făcut daune mari speciilor de pini aclimatizați în Australia și Noua Zeelandă.

- Sirex noctilio albastru cu luciu metalic este de asemenea adesea întâlnit în Europa, larva ei atacă lemnul de molid (Picea excelsa). Sirex juvencus (Paururus juvencus)  este o specie mare, de 15-30 mm, cu larve care trăiesc în conifere.

- Xeris spectrum are o lungime de 15-30 mm, larvele ei trăiesc în conifere. Ovipozitorul femelei este foarte lung, ajungând la 50 mm.

- Larvele genului Tremex atacă copacii de foioase din America de Nord. Tremex magus, este o specie mare, de 12-40 mm, caracteristic colorată, ale cărei larve trăiesc în foioase.

## Sistematica
Familia siricide (Siricidae) include 4 subfamilii și 22 genuri († = dispărut)
- Subfamilia Auliscinae
  - † Aulisca Rasnitsyn, 1968
  - † Megaulisca Rasnitsyn, 1968
  - † Megura Rasnitsyn, 1968
- Subfamilia Gigasiricinae
  - † Gigasirex Rasnitsyn, 1968
  - † Liasirex Rasnitsyn, 1968
  - † Pararchexyela Rasnitsyn, 1968
  - † Cretosirex Wang, Rasnitsyn, Han & Ren, 2018
  - † Emanrisca Rasnitsyn, 1993
  - † Ypresiosirex Archibald & Rasnitsyn, 2015
- Subfamilia Siricinae
  - † Eoxeris Maa, 1949
  - † Proximoxeris Nel, 1991
  - Sirex Linnaeus, 1760
  - Sirotremex Smith, 1988
  - † Urocerites Heer, 1867
  - Urocerus Geoffroy, 1762
  - Xoanon Semenov-Tian-Shanskii, 1921
- Subfamilia Tremicinae
  - Afrotremex Pasteels, 1951
  - Eriotremex Benson, 1943
  - Siricosoma Forsius, 1933
  - Teredon Norton, 1869
  - Tremex Jurine, 1807
  - Xeris Costa, 1894

## Specii din Europa
În Europa au fost înregistrate 19 specii.
- Subfamilia Siricinae
  - Sirex
    - Sirex areolatus
    - Sirex carinthiacus
    - Sirex cyaneus
      - Sirex cyaneus subsp. dux
      - Sirex cyaneus subsp. cyaneus

    - Sirex ermak
    - Sirex juvencus
    - Sirex noctilio

  - Urocerus
    - Urocerus albicornis
    - Urocerus argonautarum
    - Urocerus augur
    - Urocerus californicus
    - Urocerus fantoma
    - Urocerus franzinii
    - Urocerus gigas
    - Urocerus sah

  - Xeris
    - Xeris spectrum
- Subfamilia Tremicinae
  - Tremex
    - Tremex alchymista
    - Tremex columba
    - Tremex fuscicornis
    - Tremex magus

## Specii din fauna României
În fauna României sunt cunoscute 36 specii de Symphyta dăunătoare mai mult sau mai puțin la conifere, din care 12 specii aparțin familiei Tenthredinidae; 10 specii Diprionidae; 8 specii Pamphiliidae: 6 specii Siricidae. Cele 6  specii de siricide sunt următoarele:
- Urocerus fantoma (Sirex fantoma, Urocerus phantoma) găsită în Rarău; larva atacă lemnul de molid (Picea excelsa). Cunoscută în Europa și Asia Mică.

- Urocerus augur (Sirex augur) găsită în Maramureș; Panaci jud. Suceava; Sinaia; Rarău (Poiana Sihăstriei); Larva este xilofagă pe ienupăr (Juniperus). Răspândită în Europa centrală și sudică, Nordul Africei, Turcia.

- Urocerus gigas - specia comună, se găsește în toată România. Larva este polifagă, atât la conifere cât și la alți arbori, degradând lemnul pentru mobilă sau construcție. Cunoscută în toată regiunea palearctică și introdus în America de Nord.

- Sirex noctilio găsită în Aiud; Cluj, Zalău, mt. Retezat, Reghin; Oradea; larva atacă lemnul de molid (Picea excelsa). Cunoscută în toată Europa, Siberia, Mongolia și introdusă în Noua Zeelandă, Australia și America de Nord.

- Sirex juvencus găsită în Borsec, Tușnad, mt. Făgăraș; Zalău; Aiud; București, Câmpulung Moldovenesc, Sibiu, Borșa-Baia; Orșova; Obcina, Valea Putnei jud. Suceava; a mai fost găsită la Craiova, Borsec în iunie. Larvele atacă lemnul de pin (Pinus silvestris), molid (Picea excelsa). Cunoscută în toată Europa, Japonia, Sahalin, Australia, Algeria, Filipine, Noua Zeelandă și o subspecie în America de Nord.

- Xeris spectrum - Lungimea corpului este de 15-25 mm la mascul și 39-46 mm la femelă. Corpul este de culoare brun-negricios. Atacă pinul (Pinus silvestres), molidul (Picea excelsa), bradul (Abies alba) etc.